# Fort-Mardyck
Fort-Mardyck ist eine ehemalige französische Gemeinde im Département Nord. Heute gehört sie zur Stadt Dunkerque (deutsch Dünkirchen).

## Geografie
Fort-Mardyck liegt in unmittelbarer Nähe zum Ärmelkanal, zwei Kilometer nordöstlich von Grande-Synthe. Die Fläche der ehemaligen Gemeinde betrug lediglich 141 Hektar.

## Bestand
Das Fort Mardyck wurde 1622 vom Architekten Jean Gamel für die Spanier gebaut, die zu dieser Zeit Flandern beherrschten. Die Festung lag in den Dünen vor dem Ärmelkanal auf halbem Weg zwischen Dunkerque (im Osten) und dem Dorf Mardyck (im Westen) und wechselte im Französisch-Spanischen Krieg (1635–1659) mehrfach den Besitzer. Nachdem der französische König Ludwig XIV. 1662 Dünkirchen und das Fort Mardyck von den Engländern gekauft hatte, ordnete er den Abriss der Festung an.
Die Gemeinde entstand 1793 im Zuge der Französischen Revolution. Wenig später, zwischen 1795 und 1800, wurde sie allerdings auf die Gemeinden Grande-Synthe und Petite-Synthe aufgeteilt. 1867 erlangte sie erneut ihre Unabhängigkeit, bis sie am 9. Dezember 2010 ein Teil der Stadt Dunkerque wurde. Fort-Mardyck gehört seit 1982 dem Kanton Grande-Synthe an.
Bevölkerungsentwicklung
| Jahr      | 1962 | 1968 | 1975 | 1982 | 1990 | 1999 | 2008 |
| --------- | ---- | ---- | ---- | ---- | ---- | ---- | ---- |
| Einwohner | 3124 | 3666 | 4802 | 4229 | 4074 | 3770 | 3563 |